# 刘炎
刘炎（1904年—1946年11月20日）原名刘安焕，又名刘炳生、刘本初。湖南桃源人，新四军将领。

## 生平
1925年参加农民运动，任乡农民协会委员长。1927年，担任国民革命军第2方面军总指挥部警卫团战士。8月加入中国共产党。1927年9月参加秋收起义，三湾改编后，任1营2连1班任副班长兼党小组长，后又升任排长、副连长兼连的党代表。
1930年6月起，任红4军第12师团政委。1931年任师政委。1933年任红1军团政治部地方工作部部长。1934年10月参加长征，任军团政治部民运部副部长，后任红1军团后方工作部政委。
1935年10月，任红1军团政治部地方工作部部长。1937年入抗日军政大学第2期学习。
1938年春调新四军，出任第1支队政治部主任。1939年11月任新四军江南指挥部政治部主任，协助陈毅开辟江南抗日根据地。1940年7月任新四军苏北指挥部政治部主任，参与开辟苏北抗日根据地和黄桥战役。
1941年1月皖南事变后，任新四军第1师政委。1941年4月兼任苏中军区政委和苏中区党委书记，5月任中共中央军委华中军分会常委。毛泽东于电文中多以“刘粟”称呼苏中区领导。
1942年起积劳成疾，一度送上海治疗，但仍坚持工作。
1946年11月20日上午4时在临沂山东军区卫生部后方医院病逝。